# Equulites laterofenestra
Equulites laterofenestra är en fiskart som först beskrevs av Sparks och Prosanta Chakrabarty 2007.  Equulites laterofenestra ingår i släktet Equulites och familjen Leiognathidae. IUCN kategoriserar arten globalt som otillräckligt studerad. Inga underarter finns listade i Catalogue of Life.